# Саламандра лузітанська
Саламандра лузітанська (Chioglossa lusitanica) — єдиний вид земноводних роду Chioglossa родини саламандрових.

## Опис
Загальна довжина досягає 15,6—16,4 см. Спостерігається статевий диморфізм: самиця більша за самця. Голова невелика, округла. Очі витрішкуваті. Язик прикріплено переднім кінцем, як у жаб, викидається вперед на 2—3 см. Шкіра гладенька. Відрізняється струнким тілом і дуже довгим хвостом, який у 2 рази довше тулуба. При небезпеці хвіст відділяється на кшталт ящірки. Має 10—12 слабко розвинених ребер. Основний тон чорний зі світлими смужками з боків: від золотаво-жовтого до мідно-червоного кольору. Черево темно-сіре, горло має світло-блакитний або світло-сірий колір.

## Спосіб життя
Полюбляє тінисті ліси. Веде наземний спосіб життя. Моторно бігає, подібно ящірці, і навіть може стрибати з каменя на камінь. Зустрічається на висоті до 1200 м над рівнем моря. Протягом дня ховається у печерах, в ущелинах, під камінням. Активна вночі та в дощ. Живиться павуками й комахами.
Парування та розмноження відбувається пізньої весни. Самець схоплює самицю амплексусом. Самиця відкладає до 10—35 яєць у вологих місцях або у воду на мілині. Личинки з'являються через 2 місяці завдовжки 1,3 см. У них зябра погано розвинені, хвіст стиснуто з боків. Метаморфоз завершується при довжині 4,8 см.

## Поширення
Мешкає в іспанських областях Галісія та Астурія та на північному заході й деяких центральних районах Португалії.